# Trochalus semiaeneus
Trochalus semiaeneus är en skalbaggsart som beskrevs av Hermann Julius Kolbe 1883. Trochalus semiaeneus ingår i släktet Trochalus och familjen Melolonthidae. Inga underarter finns listade i Catalogue of Life.